# Gūr-e Gāvarz
Gūr-e Gāvarz (persiska: گور گاورز) är en ort i Iran.   Den ligger i provinsen Kermanshah, i den västra delen av landet, 500 km väster om huvudstaden Teheran. Gūr-e Gāvarz ligger 1 551 meter över havet och antalet invånare är 159.
Terrängen runt Gūr-e Gāvarz är huvudsakligen kuperad, men åt nordost är den platt. Runt Gūr-e Gāvarz är det ganska tätbefolkat, med 60 invånare per kvadratkilometer. Närmaste större samhälle är Gahvāreh, 17,8 km sydost om Gūr-e Gāvarz. Omgivningarna runt Gūr-e Gāvarz är i huvudsak ett öppet busklandskap.